# Morro Redondo
Pour les articles homonymes, voir Morro.
Morro Redondo est une ville brésilienne du Sud-Est de l'État du Rio Grande do Sul, faisant partie de la microrégion de Pelotas et située à 285 km au sud-ouest de Porto Alegre, capitale de l'État. Elle se situe à une latitude de 31° 35′ 32″ sud et à une longitude de 52° 37′ 34″ ouest, à 245 m d'altitude. Sa population était estimée à 6 199 en 2007, pour une superficie de 245 km2. L'accès s'y fait par la BR-392/471 et la RS-802.
Le nom de la localité vient d'un morro (colline) de forme arrondie (redondo) existant sur le territoire de l'actuelle municipalité qui avait été remarqué par les conducteurs de bétail passant régulièrement dans l'endroit.
La première installation de colons sur le territoire de l'actuelle commune remonte à 1865. C'étaient des agriculteurs descendants d'immigrants allemands (aujourd'hui, 65 %) de Poméranie. Plus tard s'y installèrent aussi des descendants d'Italiens (15 %) et des métis (20 %). L'église luthérienne est la religion prédominante.

## Villes voisines
- Canguçu
- Pelotas
- Capão do Leão
- Cerrito